# Grums pastorat
Grums pastorat är ett pastorat i Södra Värmlands kontrakt i Karlstads stift i Svenska kyrkan.
Pastoratet bildades 2011 och pastoratskoden är 090902.
Pastoratet omfattar följande församlingar:
- Ed-Borgviks församling
- Grums församling
- Värmskogs församling